# موزه فرش ایران

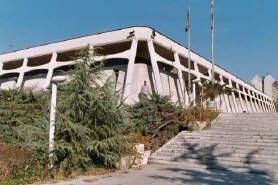
موزهٔ فرش در تهران، ایران

موزهٔ فرش ایران یکی از موزه‌های استان تهران است. این موزه با درخواست فرح پهلوی ساخته شد و در روز ۲۲ بهمن ۱۳۵۶ به وسیلهٔ وی گشوده شد. این موزه در ضلع شمالی پارک لالهٔ تهران واقع شده‌است. در این موزه فرش‌های بسیار نفیس از سراسر ایران که حاصل کار هنرمندان مشهور است به نمایش گذاشته شده‌است. هدف از تشکیل این موزه را می‌توان پژوهشی در سوابق، تحصیلات و کیفیت تاریخی هنر و صنعت فرش خاصهٔ فرش ایرانی دانست. این موزه شامل سایر محصولات از قبیل گلیم هم می‌شود.

## ساختمان موزه
موزهٔ فرش ایران در خیابان کارگر شمالی تقاطع دکتر فاطمی یا به عبارتی دیگر در ضلع شمال غربی پارک لاله و در فضایی به وسعت ۱۲٬۰۰۰ متر مربع واقع شده‌است. این موزه در سال ۱۳۴۰ به صورت ناتمام به منظور گالری فرش ساخته شد و به مدت ۱۵ سال به صورت متروکه باقی ماند و سپس در اوایل سال ۱۳۵۵، کار تعمیرات و تغییرات کلی آن آغاز و در نهایت روز ۲۲ بهمن‌ماه سال ۱۳۵۶ رسماً افتتاح گردید.
ساختمان موزه ۳٬۴۰۰ متر مربع مساحت دارد و آذین‌های نمای بیرونی آن شبیه دار قالی است. طراح بنای این موزه، عبدالعزیز فرمانفرمائیان است. ساختمان دارای دو تالار است و برای نمایش انواع قالی‌های دست بافت و گلیم مورد استفاده قرار می‌گیرد. طبقهٔ همکف این موزه برای نمایش دائمی ۱۵۰ قطعه فرش و طبقهٔ دوم آن برای برگزاری نمایشگاه‌های موردی و فصلی در نظر گرفته شده‌است.

## ویژگی‌های موزه

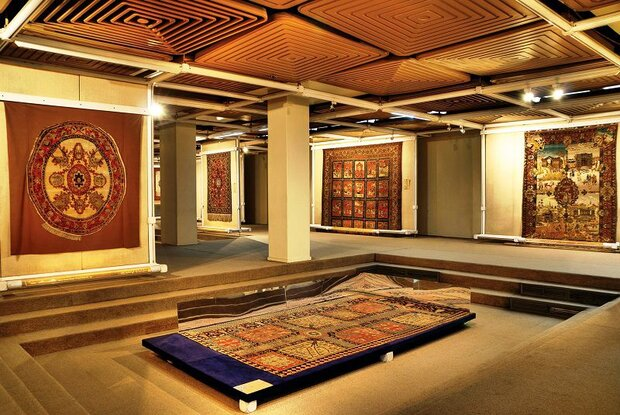
نمای داخلی موزه

موزهٔ فرش ایران دارنده با ارزش‌ترین نمونه‌های قالی ایران از قرن نهم هجری تا دورهٔ معاصر است و از منابع غنی تحقیقی برای پژوهشگران و هنر دوستان به‌شمار می‌آید. معمولاً حدود ۱۳۵ تخته از شاهکارهای قالی ایران، بافت مراکز مهم قالی‌بافی مانند کاشان، کرمان، اصفهان، تبریز، خراسان، کردستان و جز آن‌ها، در تالار طبقهٔ هم‌کف به معرض نمایش گذاشته می‌شود. همچنین در این نمایشگاه تابلوفرش‌های نفیس تبریزی، فرش تبریز به نمایش درمی‌آید که نظر هر بیننده‌ای را به خود جلب می‌کند. در این نمایشگاه نمونه‌هایی از قالیچه‌های تصویری شاهنامهٔ بایسنغری به نمایش درآمده است که گوشه‌هایی از ادبیات، اسطوره، مذهب و فرهنگ و هنر غنی ایران را نشان می‌دهد.

در کتابخانهٔ موزه حدود ۳٬۵۰۰ جلد کتاب به زبان‌های فارسی، عربی، فرانسه، انگلیسی و آلمانی در اختیار هنردوستان و پژوهشگران قرار گرفته است. پژوهش در سوابق، تحولات و کیفیت تاریخی هنر و صنعت فرش، خاصه در ایران، گردآوری و خریداری نمونهٔ انواع قالی‌های دست بافت ایرانی و برگزاری نمایشگاه‌های موقت از فرش ایران و سایر نقاط جهان، از اهداف موزه به‌شمار می‌آید. 

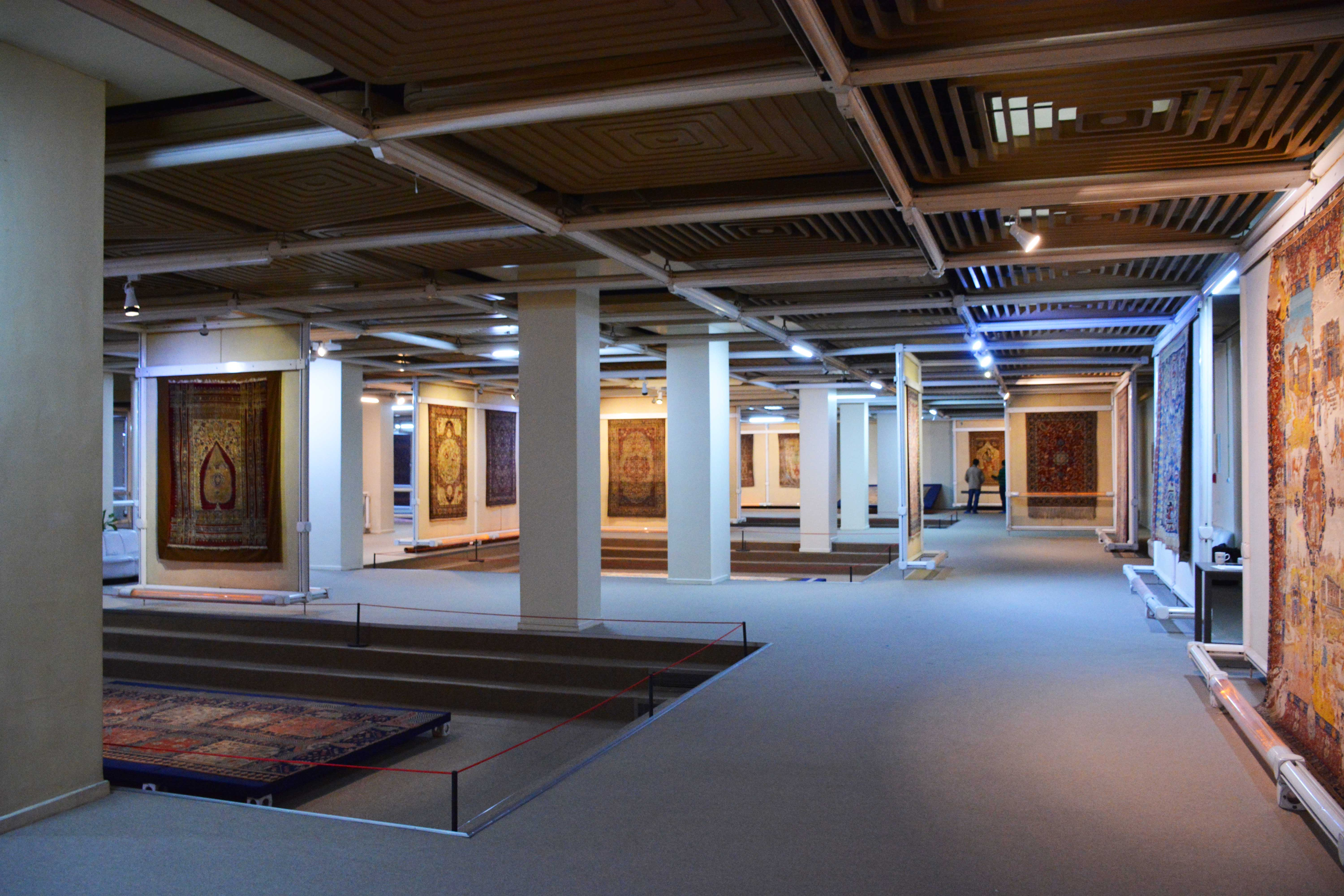
فضای داخلی موزهٔ فرش ایران

## نگارخانه

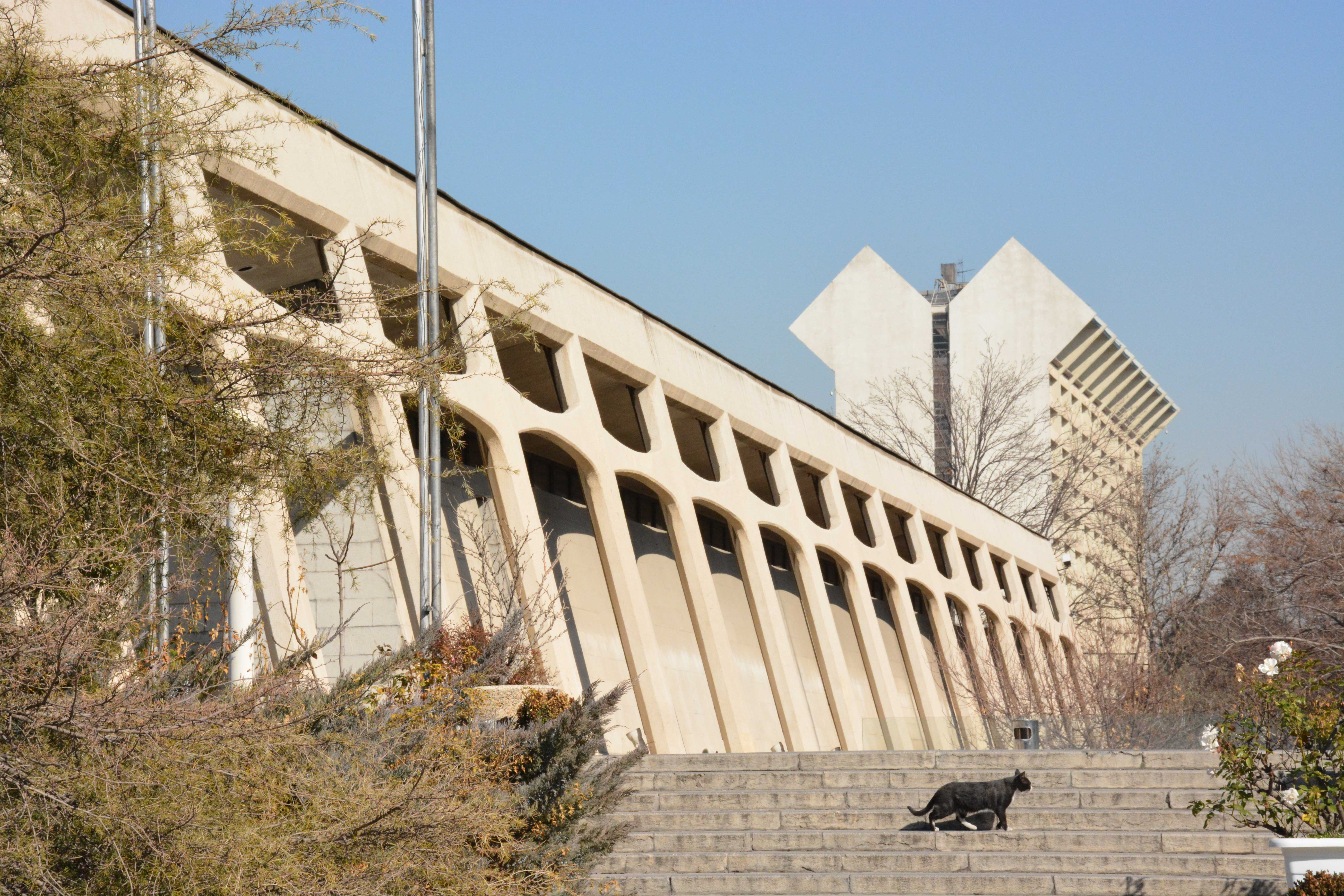
نمای بیرونی موزهٔ فرش ایران در کنار هتل لاله

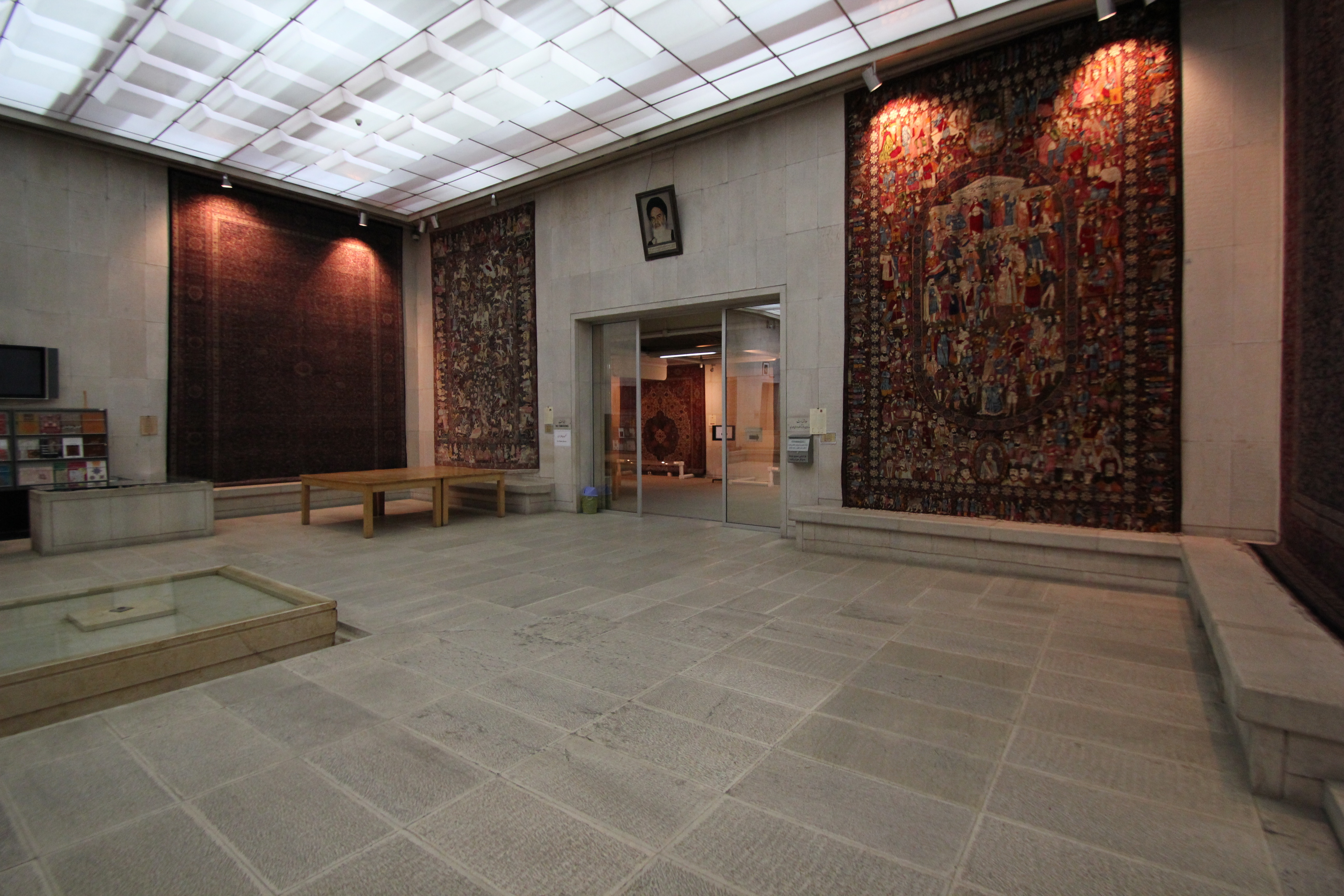
نمایی از درون موزه
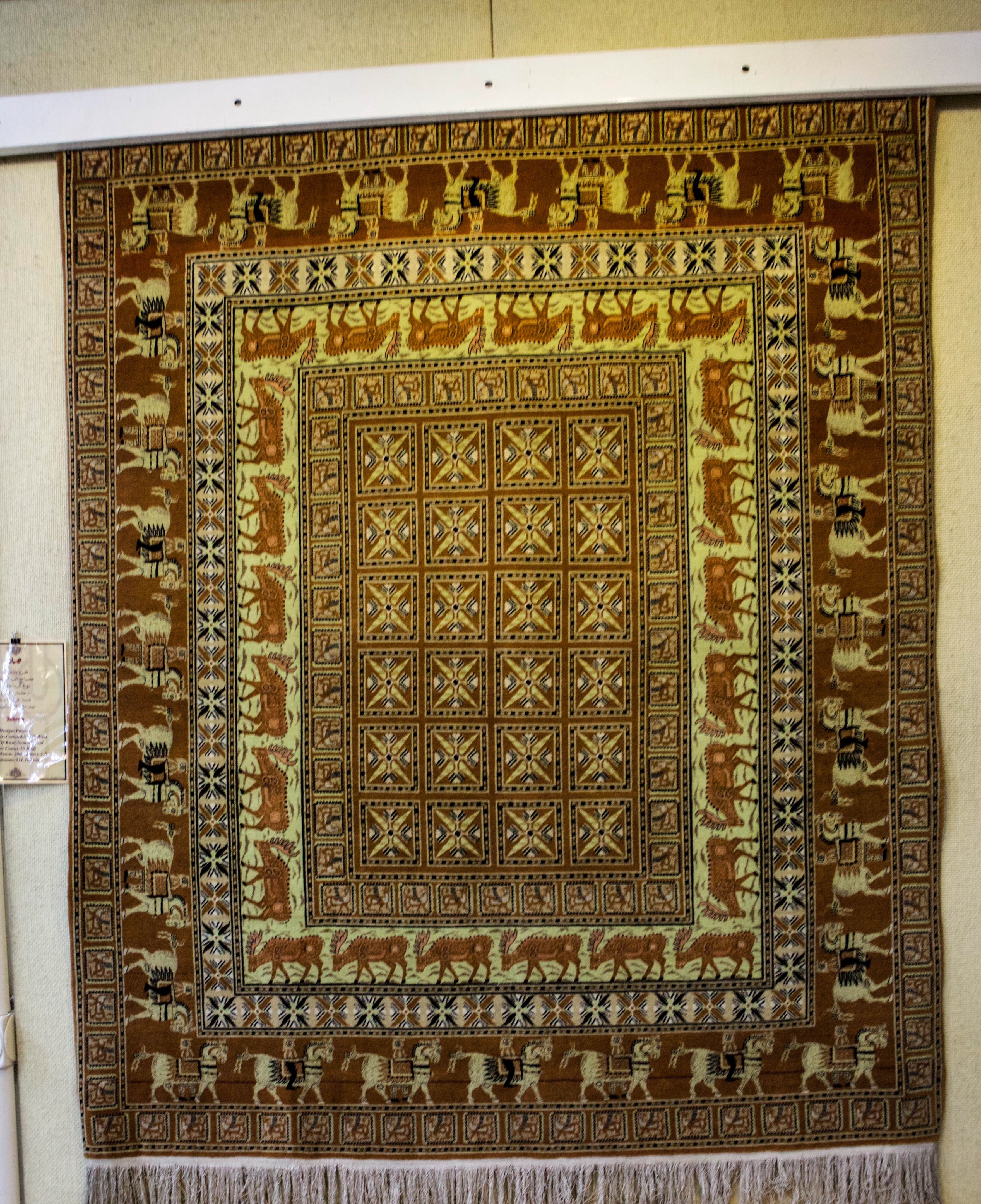
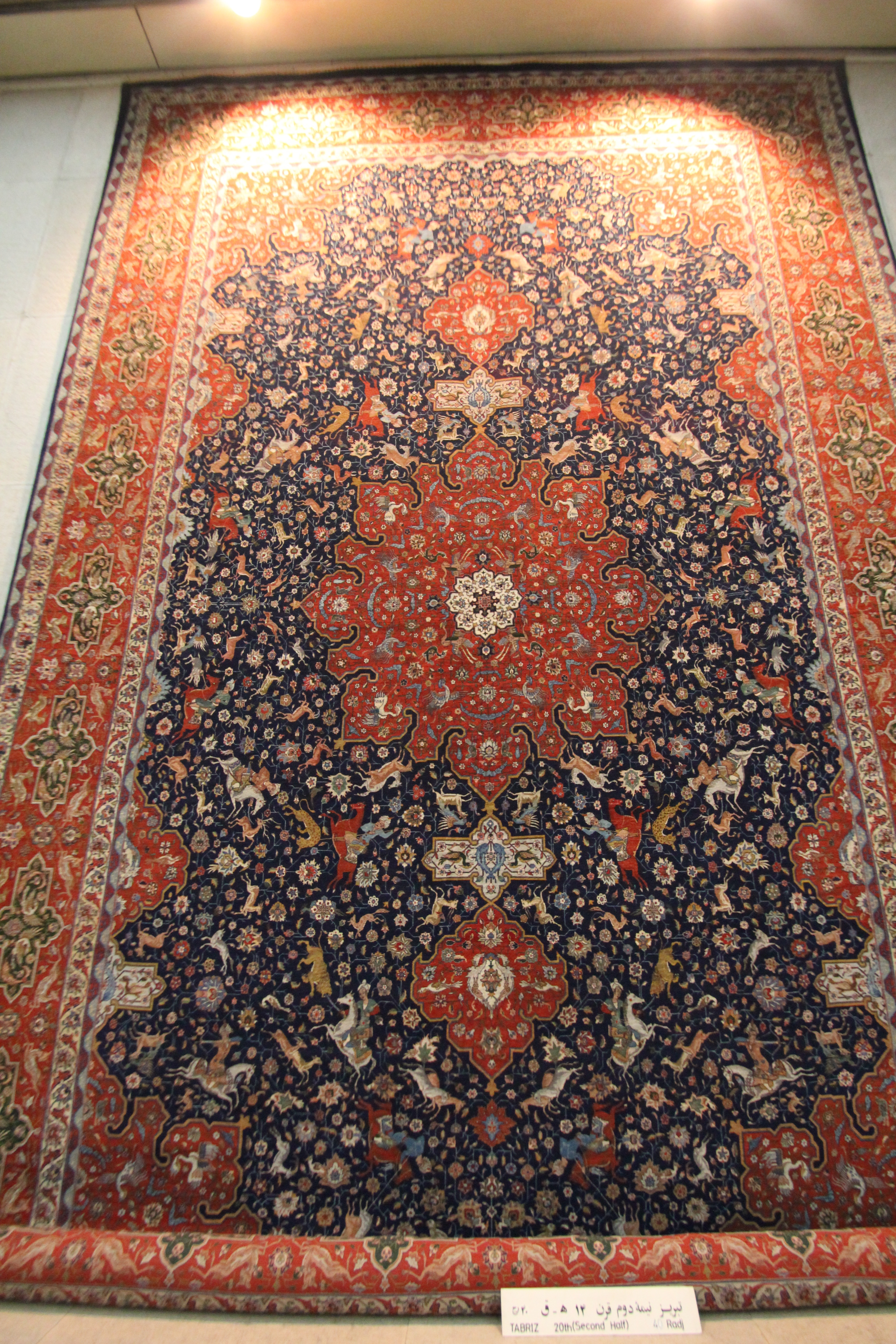
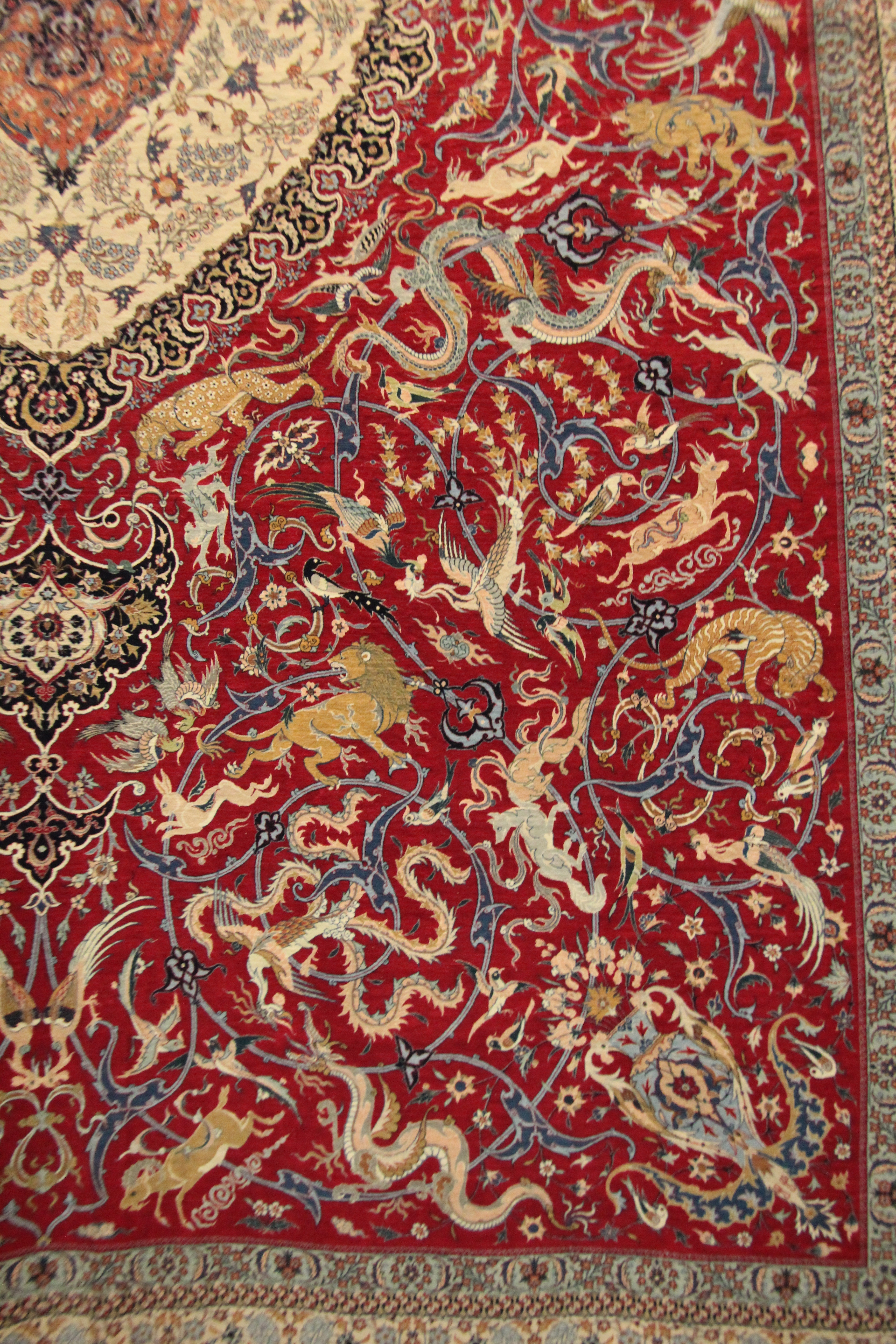
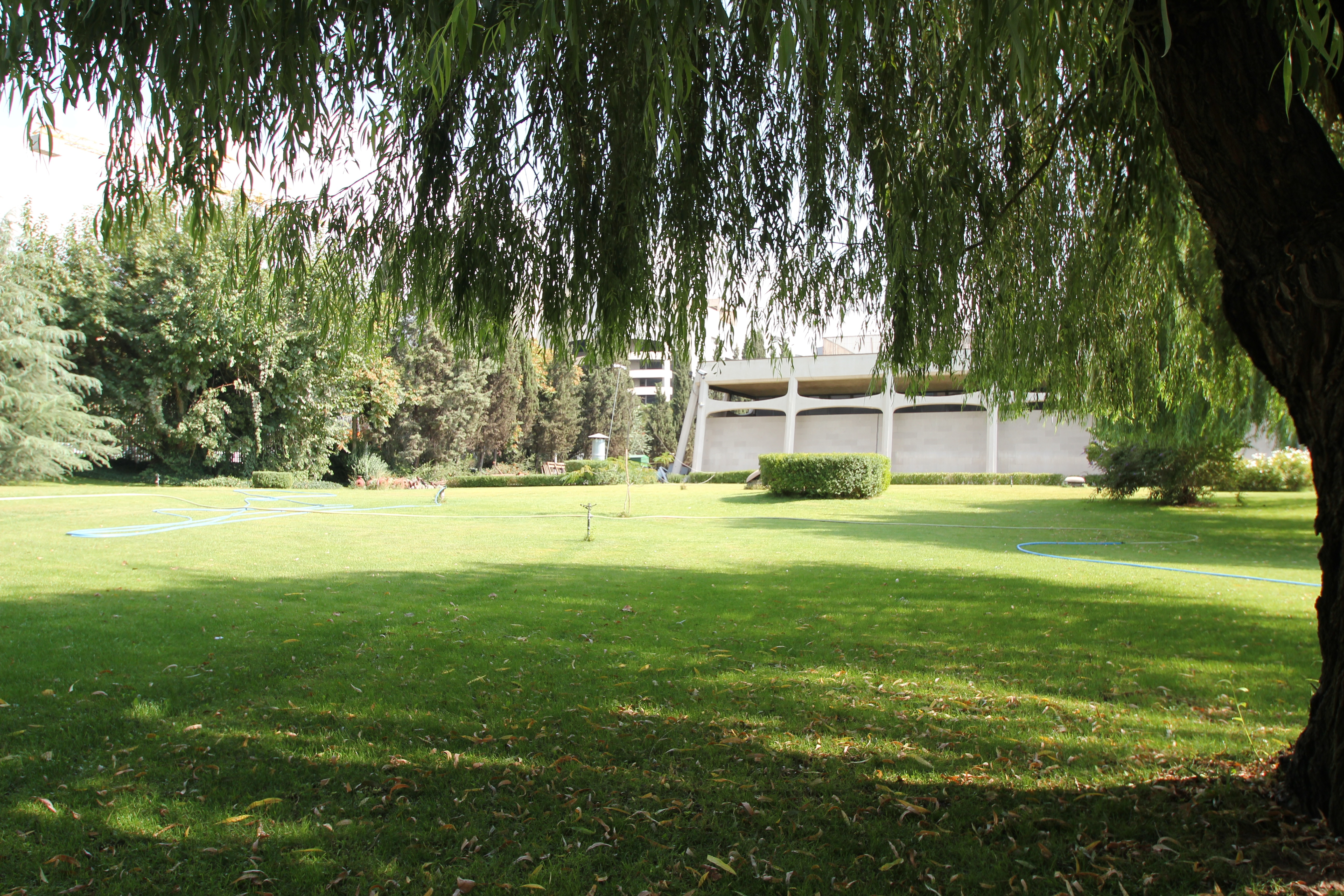
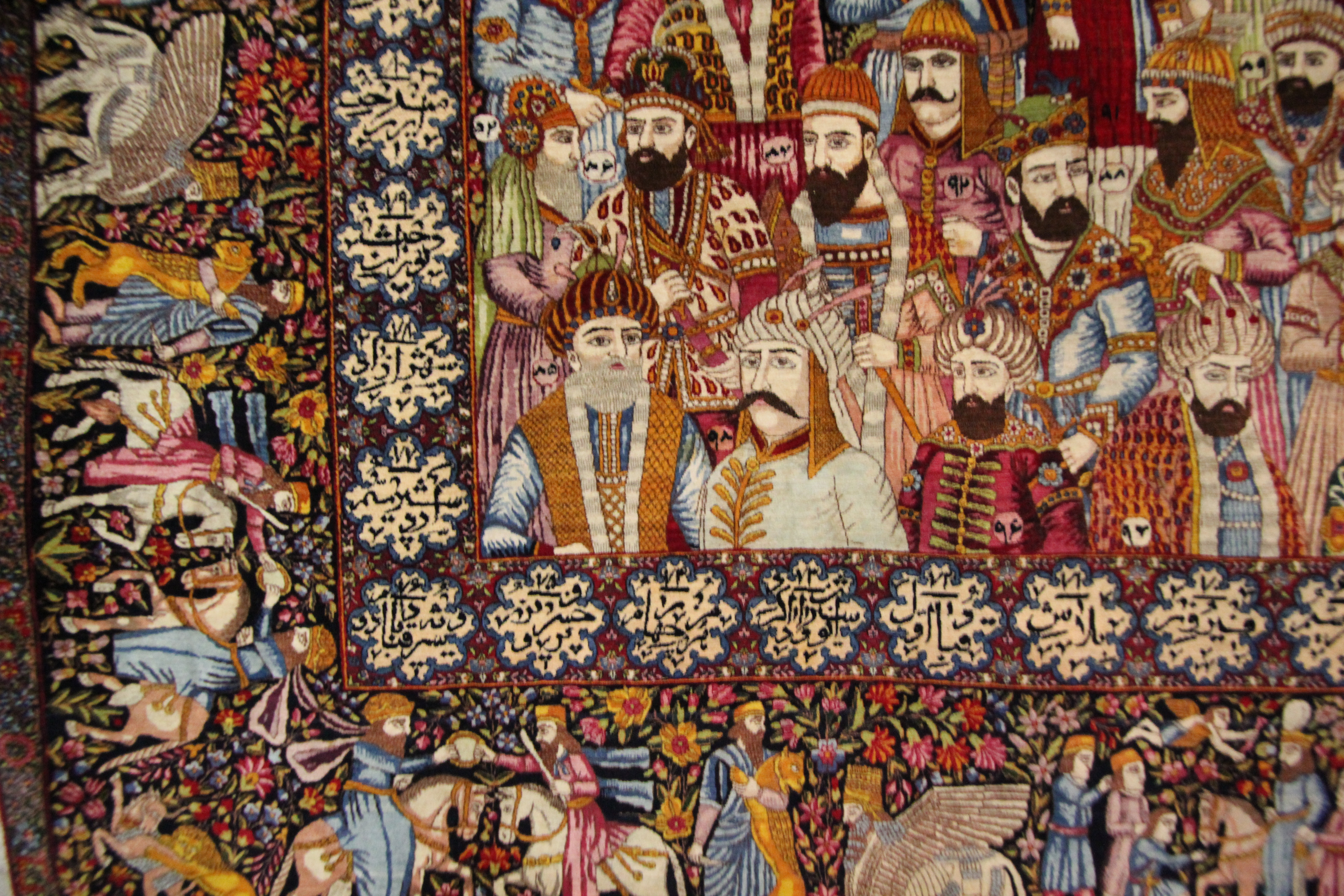
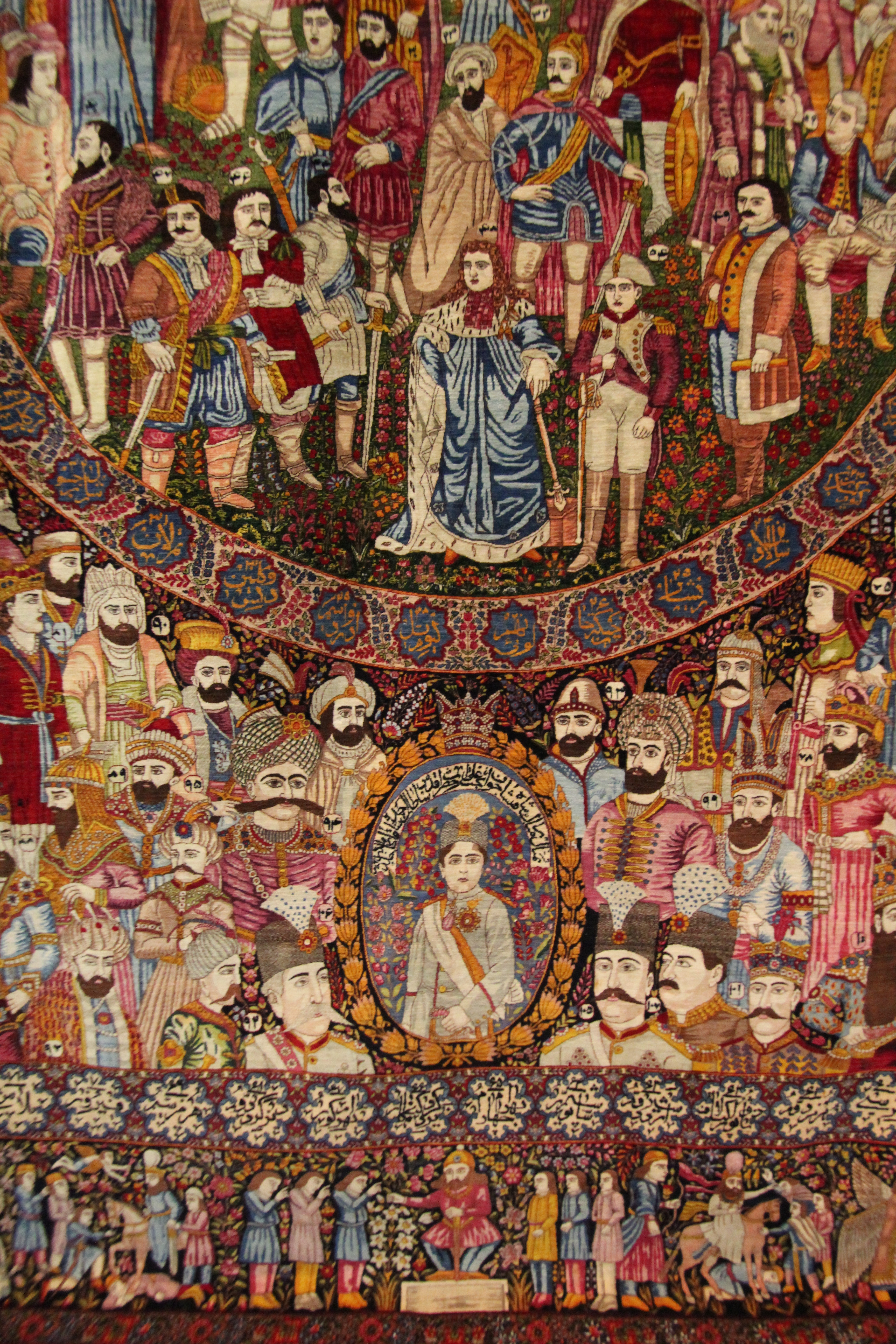
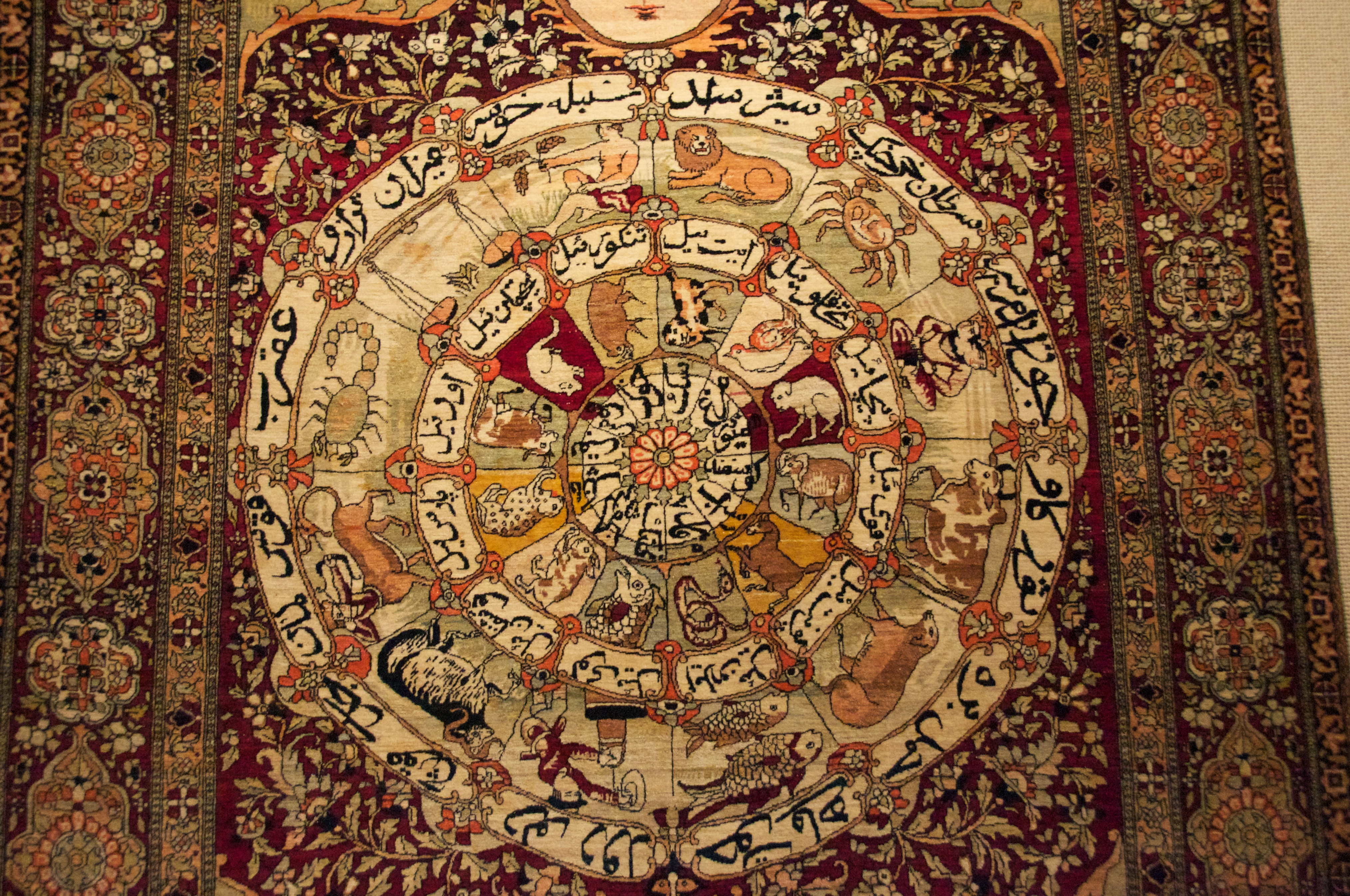